# Tramwaje w Hawrze

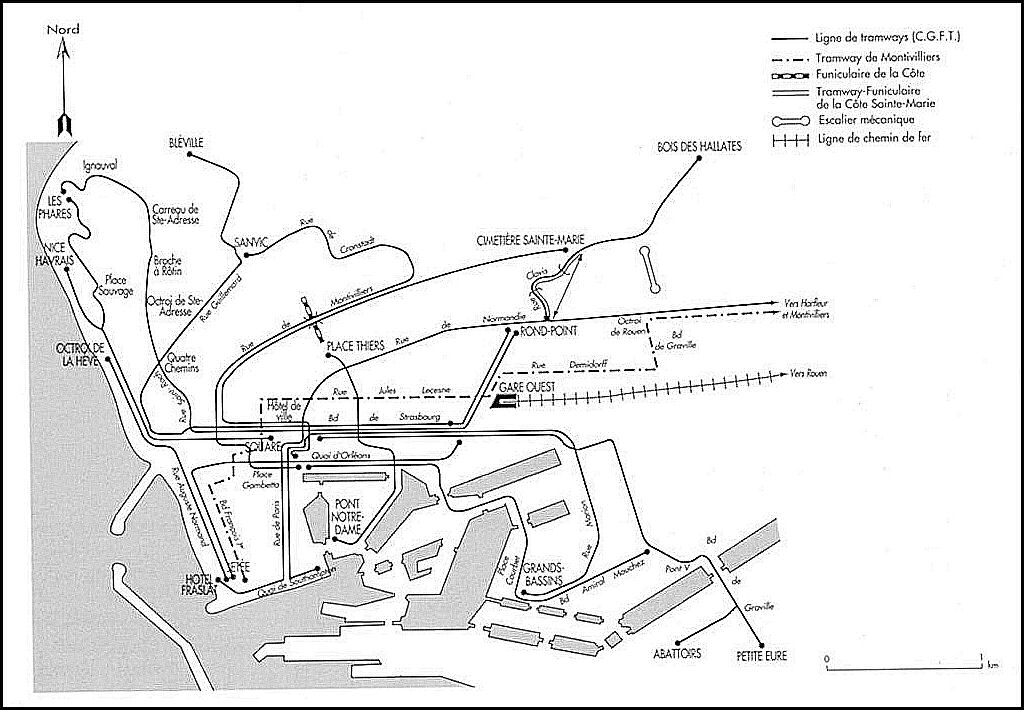
Schemat pierwotnej sieci tramwajowej w Hawrze

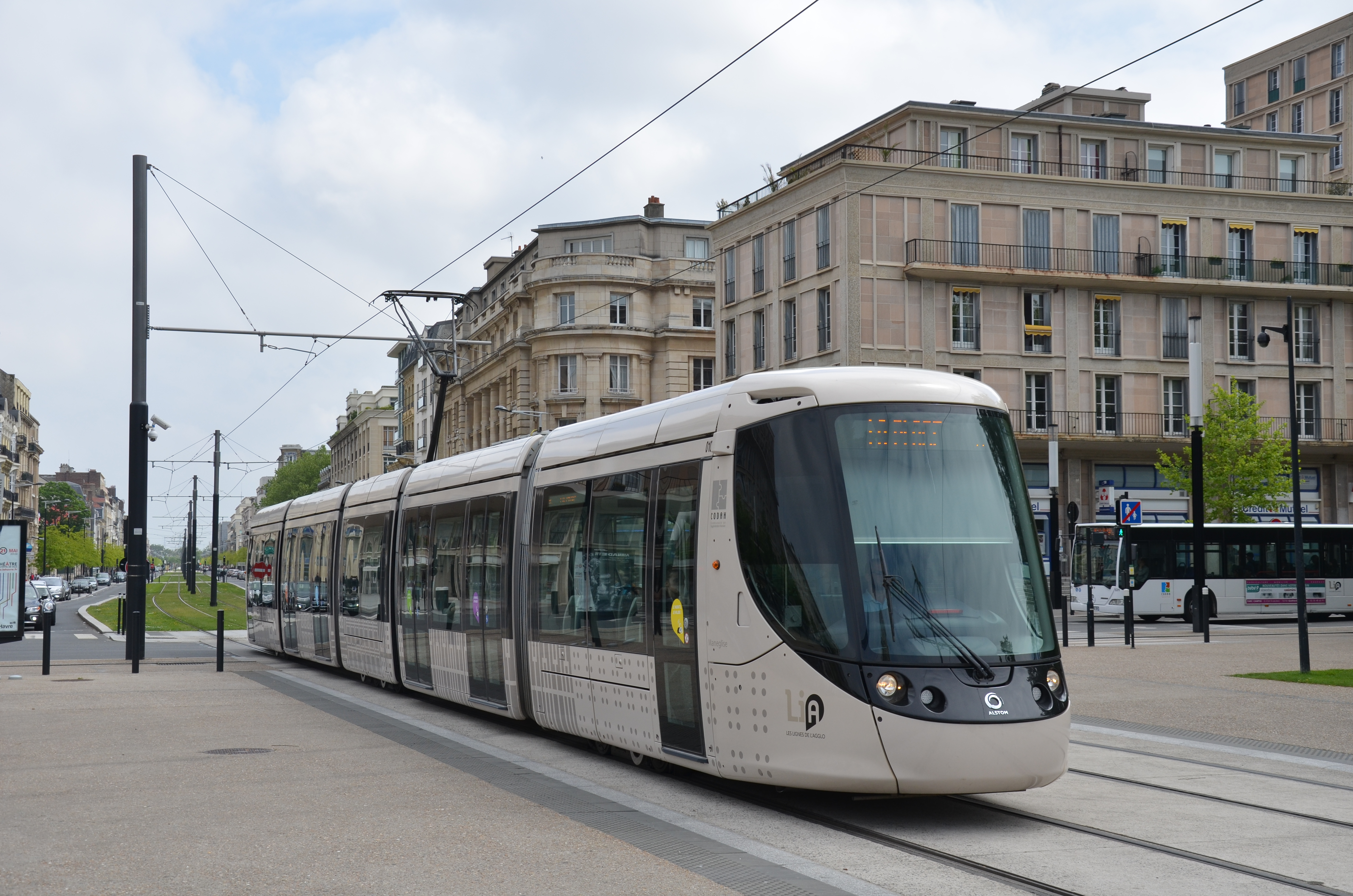
Tramwaj Alsotm Citadis 302 dla Hawru

Schemat budowanej sieci

Tramwaje w Hawrze − system komunikacji tramwajowej we francuskim mieście Hawr.

## Historia

### 1872−1911
W 1872 został przedstawiony projekt budowy linii tramwaju konnego, który miał zastąpić omnibusy. Po uzyskaniu pozwoleń ruszyła budowa linii. Otwarcie pierwszej linii nastąpiło 1 lutego 1874. Pierwsza linia połączyła Musée z Barrière d'Or (Octroi de Rouen). 15 lutego otwarto drugą linię na trasie: l'Hôtel de Ville − Rond-Point. System tramwajowy w Hawrze był trzecim wybudowanym we Francji po Lille, Nancy i Paryżu. W 1879 tramwaje przejęła spółka Compagnie Générale Française de Tramways (CGFT). W latach 1876−1879 wydłużano linię z l'Hôtel de Ville do Carreau par la Broche à Rôtir. 29 maja 1880 otwarto linię od place Gambetta do Abattoirs i do Docks. W listopadzie 1895 inna spółka otworzyła linię z Hawru do Côte Sainte-Marie. Na linii eksploatowano tramwaje parowe. Do obsługi linii posiadano dwa parowozy typu Serpollet. Rozstaw toru na linii jak i całej sieci w Hawrze wynosił 1435 mm. Linię tę zelektryfikowano w 1897. Kolejna spółka w sierpniu 1899 otworzyła podmiejską, wąskotorowa (1000 mm) linię z Hawru do Montivilliers. Do obsługi tej linii spółka dysponowała 20 wagonami silnikowymi i 10 doczepnymi. W 1893 rozpoczęła się elektryfikacja miejskiej sieci należącej do spółki CGFT, która postanowiła w czasie elektryfikacji wybudować dwie nowe linie. Pierwsze jazdy testowe elektrycznych tramwajów przeprowadzono na odcinku Musée − Barrière d'Or 31 stycznia 1894. 30 lipca otwarto zelektryfikowaną linię do Carreau, a 13 sierpnia oddano do eksploatacji nową linię pomiędzy Le Grand Quai a l'Amiral Croubet. W latach 1896−1901 wybudowano nowe linie do:
- boulevard de Maritime
- Abattoirs
- boulevard de Strasbourg
- rue de Paris

W kolejnych latach zbudowano linie do Nice havrais et les Phares. Z powodu nierentowności linia do Côte Sainte-Marie została zlikwidowana 31 sierpnia 1902. W grudniu 1908 spółka CGFT przejęła linię do Montivilliers i przekuła rozstaw toru na linii z wąskotorowego na normalny (1435 mm). W 1911 linię do Côte Sainte-Marie przejęła spółka CGFT. 

### 1912−1951
W czasie I wojny światowej tramwaje przewoziły większą liczbę pasażerów. Po zakończeniu wojny potrzebne były znaczne inwestycje na naprawę infrastruktury i taboru. W ciągu kolejnych lat ponownie otwierane były linie, które zostały zamknięte w czasie wojny. 28 października 1927 otwarto przedłużenie linii z Sainte-Marie do Hallates. W 1932 do miasta dotarło 6 nowych tramwajów silnikowych wyprodukowanych przez Société Auxiliaire Française de Tramways (SAFT). 9 czerwca 1940 wstrzymano ruch tramwajów. Częściowy ruch zaczęto przywracać od 8 lipca. Na początku września 1944 ponownie wstrzymano ruch tramwajów z powodu bombardowania miasta. 2 października 1944 wznowiono ruch na trzech liniach. Ruch na ostatnich liniach wznowiono 31 grudnia 1945. Wówczas to sieć osiągnęła swój szczyt po wojnie, w mieście było 7 linii. Do obsługi sieci posiadano 33 wagony silnikowe i 12 doczepnych. 1 sierpnia 1947 linię tramwajową do Hallates zastąpiono linią trolejbusową. W lipcu 1948 podjęto decyzję o likwidacji tramwajów i zastąpieniu ich przez trolejbusy i autobusy. Ostatecznie sieć tramwajową zlikwidowano 4 czerwca 1951.

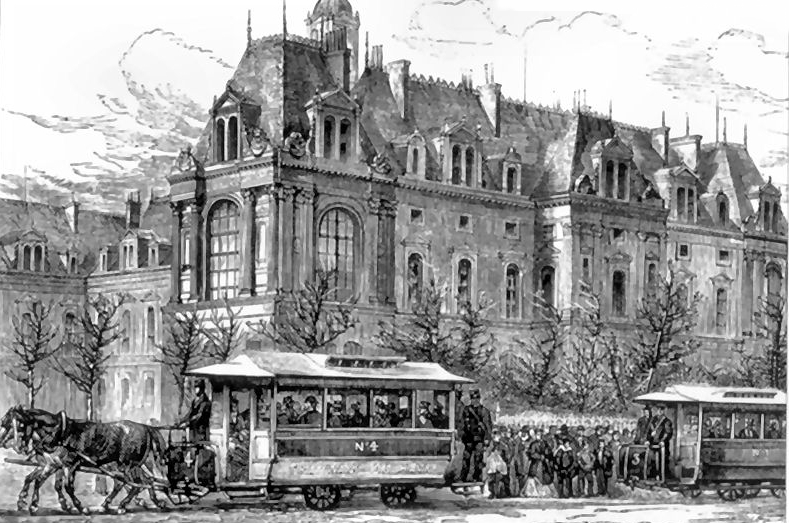
Tramwaj konny w Hawrze
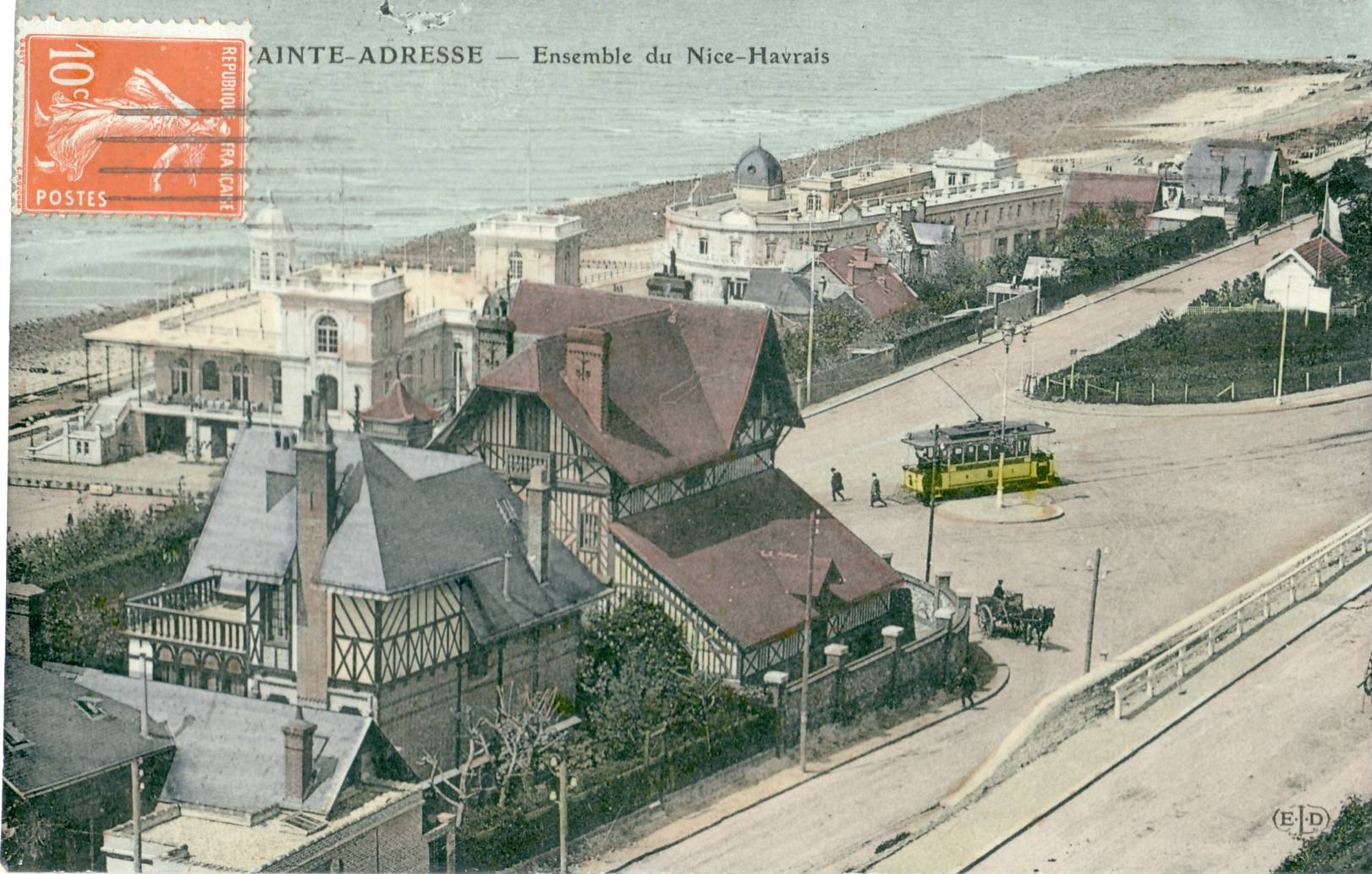
Tramwaj na końcówce Nice havrais et les Phares
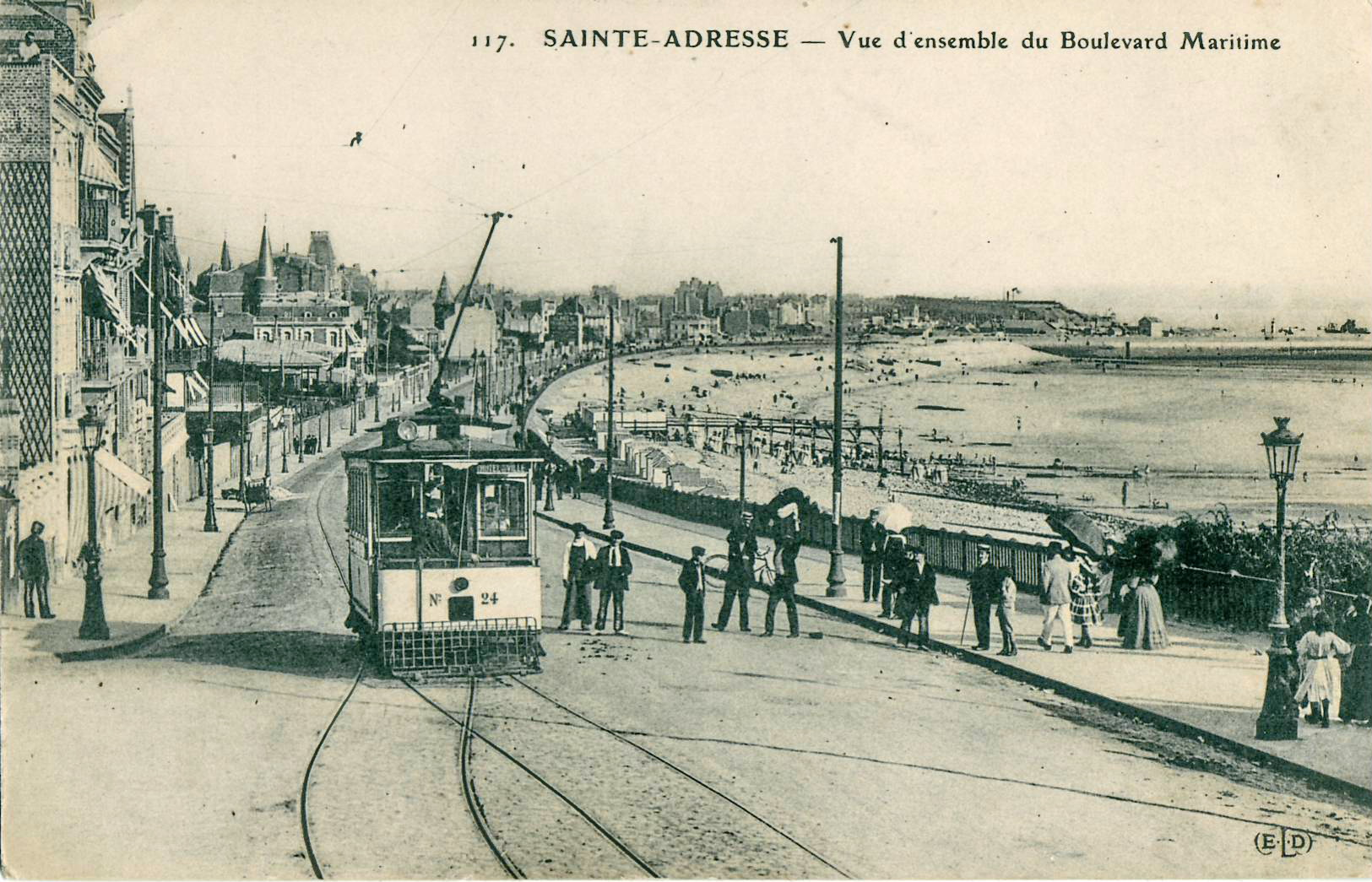
Tramwaj na Boulevard Maritime
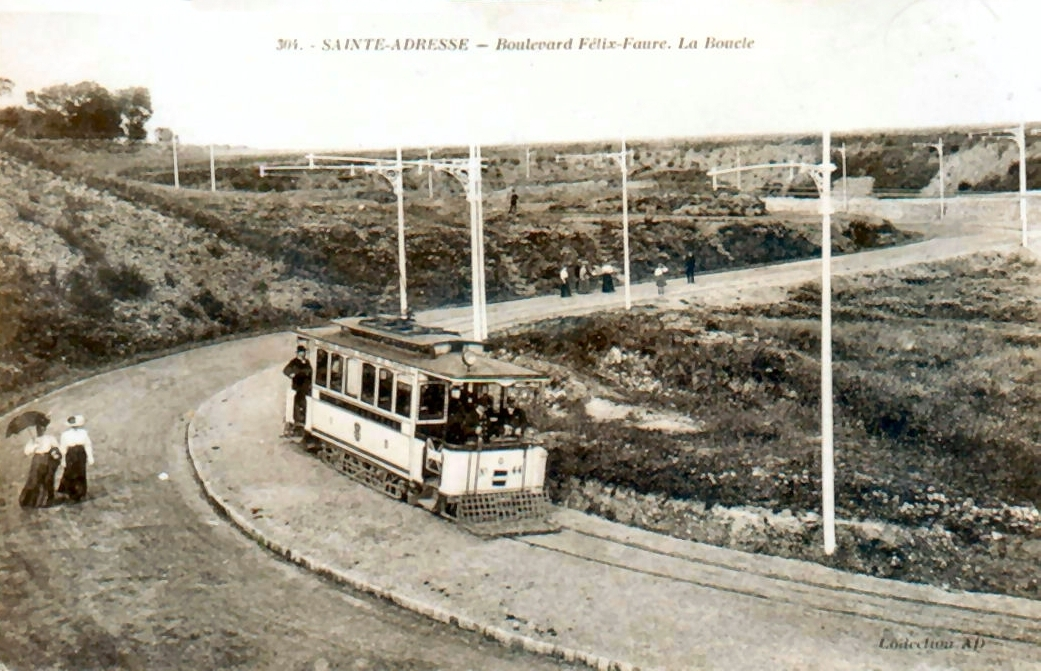

## Współczesna sieć
Obecnie wybudowano sieć o długości 13 km, szerokości toru 1435 mm z 23 przystankami. Otwarcie sieci nastąpiło 12 grudnia 2012. System jest obsługiwany przez dwie linie tramwajowe:
- A: La Plage − Grand Hameau
- B: La Plage − Caucriauville Pré Fleuri

Do obsługi sieci zakupiono 20 tramwajów Alstom Citadis 302, które były dostarczane od 2011.